# 37736 Яндл
37736 Яндл (37736 Jandl) — астероїд головного поясу, відкритий 15 листопада 1996 року.
Тіссеранів параметр щодо Юпітера — 3,358.